# Epiplema umbrimargo
Epiplema umbrimargo är en fjärilsart som beskrevs av W. Warren 1905. Epiplema umbrimargo ingår i släktet Epiplema och familjen Uraniidae. Inga underarter finns listade i Catalogue of Life.